# Iene coreano

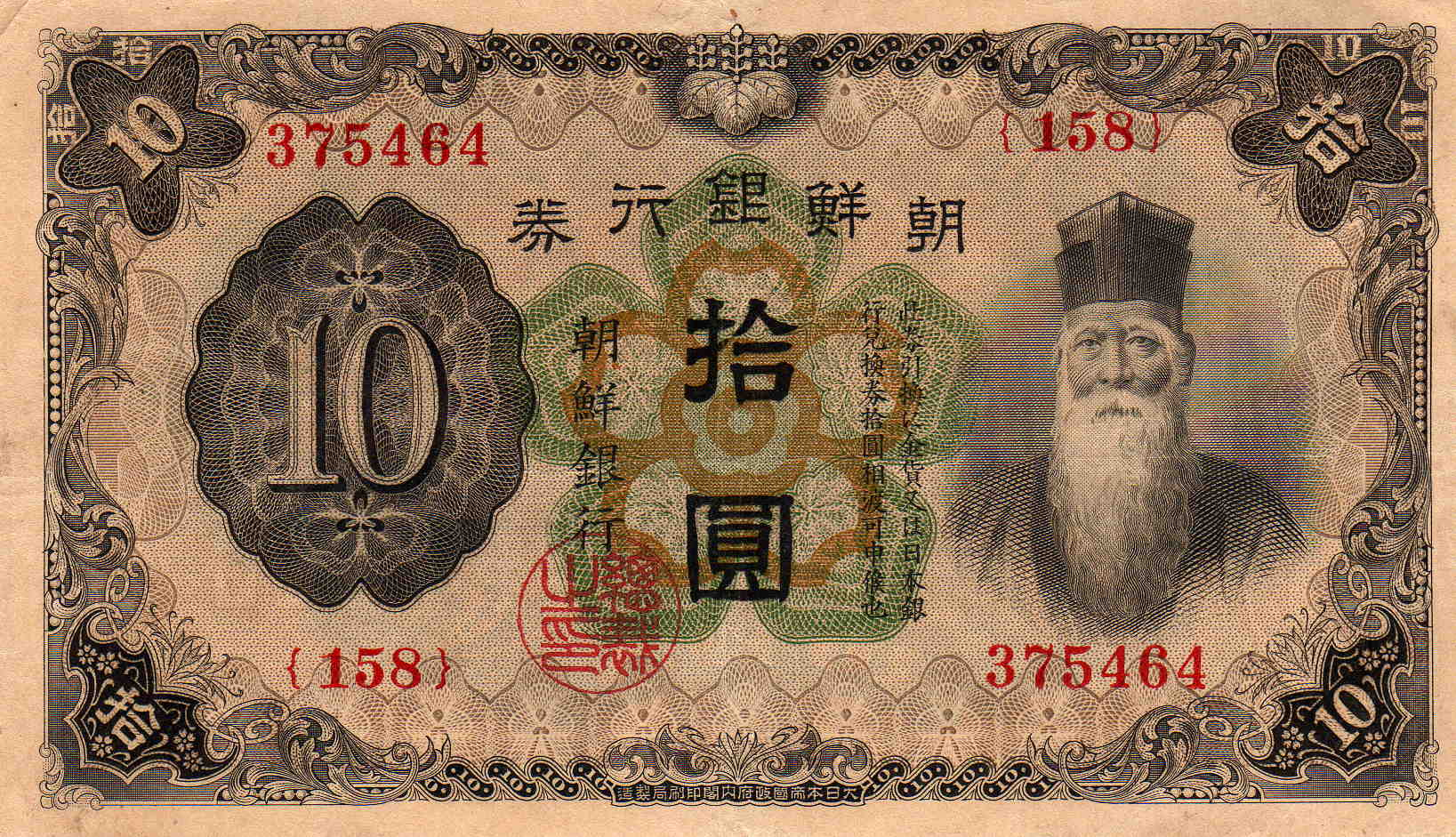
Nota de 10 iene, emitida em 1944.

O iene foi a moeda utilizada na Coreia entre 1910 e 1945. Ele era equivalente ao iene japonês e consistiu em moedas e notas japonesa emitidas especificamente para a Coreia. O iene era subdividido em 100 sen. Ele substituiu o won coreano e com o fim da ocupação japonesa no país ao final da Segunda Guerra Mundial foi substituído pelo Won sul-coreano, e pelo Won norte-coreano.